# Dark Souls: Artorias of the Abyss
Dark Souls: Artorias of the Abyss es un pack de contenido descargable para el juego de rol de acción de 2011 Dark Souls. Desarrollado por FromSoftware y publicado por Namco Bandai Games, salió a la venta el 23 de octubre de 2012 para la PlayStation 3 y Xbox 360. El paquete se integró más tarde en la versión Prepare to Die Edition del juego para Windows. El pack lleva al jugador cien años al pasado de Dark Souls, donde debe salvar la tierra de Oolacile de la destrucción a manos de Manus, Padre del Abismo. Artorias of the Abyss recibió una acogida positiva por parte de los críticos, que elogiaron las batallas de jefes y añadieron contenido a la historia, así como la incorporación de arenas multijugador al juego.

## Modo de juego
Dark Souls es un juego de rol de acción en el que el jugador controla un personaje personalizado cuya apariencia y habilidades son determinadas por el jugador. El juego requiere que el jugador explore áreas y progrese a través de ellas luchando contra los jefes en ciertos puntos. Artorias of the Abyss añade una nueva área, Oolacile, a la que se puede acceder tras la obtención del "Broken Pendant".
El área incluye cuatro jefes y otras peleas opcionales de miniboss. También presenta muchas armas y armaduras nuevas que se pueden usar en el juego principal, así como nuevos comerciantes y material de actualización adicional para las armas del jugador. Se incluyó una arena multijugador que permite un PvP más estructurado e incluye tablas de clasificación en línea.

## Trama
Artorias of the Abyss se sitúa cien años antes de los acontecimientos de Dark Souls. El jugador es llevado de vuelta al pasado por un humano primitivo conocido como Manus, Padre del Abismo, que fue resucitado y torturado por los hechiceros de Oolacile un siglo antes, con la esperanza de desbloquear su oscuro poder. El poder de Manus se enloqueció y creó el Abismo, un oscuro vacío que amenaza con tragar toda Oolacile. Anor Londo envió a Caballero Artorias a matar a Manus, pero fue incapaz de resistir el oscuro ataque debido a su falta de Humanidad y se poseyó a sí mismo, sólo capaz de salvar a su compañero lobo, Sif.
El jugador, debido a su humanidad, es más capaz de luchar contra la oscuridad, y debe derrotar al Artorias poseído. A continuación, deben descender por el municipio de Oolacile y entrar en el abismo, donde se enfrentan a Manus y rescatar a la gobernante de la tierra, la princesa Dusk. Una lucha adicional y opcional consiste en derrotar al dragón negro Kalameet que amenaza a Oolacile, con la ayuda de Hawkeye Gough, un arquero gigante que fue uno de los Cuatro Caballeros de Gwyn.

## Desarrollo
Según su director, Hidetaka Miyazaki, Artorias of the Abyss fue concebido originalmente durante el desarrollo de Dark Souls, y fue planeado para ser parte del juego principal, pero fue desechado desde el principio, con el equipo de desarrollo diciendo "¡no hay manera de que podamos hacer eso!". El personaje de Anochecer de Oolacile quedó en el juego como comerciante. El concepto se revisó tras el lanzamiento del juego, y cuando se publicó el DLC, el rescate de Anochecer se convirtió en un requisito previo para desbloquear el acceso al mismo.

## Recepción
Artorias of the Abyss recibió críticas muy positivas de la crítica. Eurogamer lo calificó de 90/100, calificándolo como una "aventura muy enrollada" en la que las peleas entre jefes eran el punto culminante, y diciendo que la arena facilita la negociación de PvP, pero criticando al equipo y a los modos multijugador de combate a muerte tan difíciles de encontrar como para encontrar suficientes jugadores. Official Xbox Magazine lo calificó de la misma manera, diciendo que es sólo para los "jugadores más duros" y una "adición fantástica a un juego ya de por sí fantástico", y llamando a la compra de este juego "sin pensarlo dos veces" para los aficionados.
Tom McShea de GameSpot declaró que el DLC "respetaba la relación entre desarrolladores y jugadores" al presentar un "bono" que aumentaba la profundidad del juego en lugar de una "estrategia insidiosa para rellenar las arcas de la empresa".